# Caroline Agnes Brady
Caroline Agnes Brady (née le 3 octobre 1905 à Tianjin et morte le 5 novembre 1980 à Bellevue (Washington).

## Biographie
(mai 2024).

### Enfance et formation
Elle est née le 3 octobre 1905 à Tianjin.
Elle a étudié à l'Université de Californie et obtient un doctorat en 1935.

### Carrière
Elle a publié plusieurs articles dans des journaux professionnels.

## Prises de position
Elle est démocrate.

## Vie professionnelle
En 1935, la même année où elle obtient son doctorat, Brady devient professeure d'anglais au Collège d'agriculture de l'Université de Californie. Elle est promue le 13 juillet 1941 au poste de maitresse de conférence en langues et littérature sur le campus de Berkeley.  En 1943, elle « réécrit entièrement » sa thèse et la publie sous le même titre, Les Légendes d'Ermanaric. Brady continuer d'enseigner à Berkeley jusqu'en 1946.  Par la suite, elle a enseigné pendant trois ans à l' Université de Pennsylvanie en tant que maitresse de conférence en anglais.   
En 1949, Brady déménage à Klamath Falls, en Oregon pour devenir l'une des quatre premier professeurs du Central Oregon Community College tout juste ouvert. Elle enseigne la composition et la littérature anglaise sur les deux campus de Bend et de Klamath Falls. Après seulement quelques mois, elle démissionne invoquant des « problèmes de santé »
En mai 1952, Brady travaille comme éditrice de synonyme pour CL Barnhart, Inc., l'éditeur des dictionnaires Thorndike-Barnhart, à Bronxville, New York. La même année, elle reçoit la bourse Marion Talbot 1952-1953 de l'American Association of University Women d'un montant de 2,000 $ pour étudier à Johns Hopkins et à Harvard, « la réinterprétation des composés et des phrases substantiels de la poésie en vieil anglais », en examinant l'utilisation contextuelle des mots pour « déterminer si les différents poètes les utilisaient exactement de la même manière ». Elle publie deux articles connexes : « Les synonymes de « mer » dans Beowulf  », et « Les composés nominaux en vieil anglais dans - rád  ».